# Las Vegas Lights Football Club
Il Las Vegas Lights Football Club è una società calcistica statunitense con sede a Las Vegas, nel Nevada. Milita nella USL Championship, secondo livello del campionato statunitense di calcio.
Disputa i propri incontri casalinghi presso il Cashman Field, impianto da 9.334 posti a sedere.

## Storia
Nell'aprile del 2017 Brett Lashbrook inviò una proposta formale al comune di Las Vegas per utilizzare il Cashman Field, impianto originariamente concepito per il baseball situato in pieno centro città, come lo stadio di caso di una futura franchigia USL (la seconda divisione del calcio statunitense) che avrebbe cominciato a giocare a partire dalla stagione successiva. A seguito dell'approvazione da parte del consiglio cittadino arrivata in luglio, la lega cominciò a preparare l'annuncio ufficiale approssimativamente per la metà del mese di agosto. L'11 agosto del 2017 la USL annunciò così di aver ammesso nella lega la nuova squadra di Las Vegas, la quale avrebbe preso parte al campionato del 2018 nella Western Conference. Il 29 agosto è stata annunciata la denominazione della squadra, la quale è stata scelta attraverso il voto dei tifosi sul sito internet della società. La scelta, ricaduta sul nome Lights (Luci), rimanda alle grandi insegne luminose della città. A fine ottobre è stato infine svelato al pubblico lo stemma ufficiale del club.
Il club disputò il primo incontro ufficiale della sua storia il 17 marzo 2018, in una vittoria per 3-2 sul campo del Fresno, mentre l'esordio casalingo, disputato contro il Reno 1868 la settimana successiva davanti a 9.019 spettatori, finì col risultato di 1-1.

## Stadio
I Las Vegas Lights disputano i propri incontri casalinghi presso il Cashman Field, impianto originariamente concepito per il baseball situato in pieno centro città e capace di contenere 9.334 spettatori. La società ha un accordo col comune per utilizzare l'impianto fino al 2032. Pur essendo uno stadio da baseball, però, il Cashman Field è più adatto alla configurazione per il calcio e offre agli spettatori visuali migliori rispetto ad altri diamanti.
A seguito della costruzione di un nuovo stadio per il baseball in città e del conseguente trasferimento presso il nuovo impianto da parte dei Las Vegas 51s, nel 2019 i Lights sono diventati gli unici gestori del Cashman Field. La società ha quindi compiuto dei lavori per migliorare spogliatoi e uffici all'interno dell'impianto, con la prospettiva finale di renderlo specifico per il calcio. Il governo della città ha, oltretutto, iniziato ad esplorare altre opzioni per la costruzione di un eventuale nuovo stadio, necessario per rendere il club una franchigia di Major League Soccer.

## Organico

### Rosa 2025
Aggiornata al 10 gennaio 2025
| N. |                              | Ruolo | Calciatore       |
| -- | ---------------------------- | ----- | ---------------- |
| 14 | Ghana (bandiera)             | C     | Solomon Asante   |
| 23 | Montenegro (bandiera)        | D     | Emrah Klimenta   |
| 31 | Stati Uniti (bandiera)       | P     | Austin Wormell   |
| 35 | Trinidad e Tobago (bandiera) | C     | Andre Fortune    |
| 79 | Haiti (bandiera)             | C     | All Gue          |
|    | Svizzera (bandiera)          | P     | Nicholas Ammeter |
|    | Danimarca (bandiera)         | A     | Elias Gärtig     |
|    | Inghilterra (bandiera)       | C     | Charlie Adams    |
|    | Stati Uniti (bandiera)       | C     | Joe Gyau         |
|    | Stati Uniti (bandiera)       | C     | Coleman Gannon   |
|    | Rep. Dominicana (bandiera)   | A     | Edison Azcona    |
|    | Stati Uniti (bandiera)       | C     | Christian Pinzón |

| N. |                           | Ruolo | Calciatore       |
| -- | ------------------------- | ----- | ---------------- |
|    | Stati Uniti (bandiera)    | C     | Giovanni Aguilar |
|    | Belgio (bandiera)         | C     | Daouda Peeters   |
|    | Stati Uniti (bandiera)    | D     | Shawn Smart      |
|    | Stati Uniti (bandiera)    | D     | Joe Hafferty     |
|    | Giamaica (bandiera)       | D     | Maliek Howell    |
|    | Francia (bandiera)        | C     | Valentin Noël    |
|    | Stati Uniti (bandiera)    | D     | Gennaro Nigro    |
|    | Stati Uniti (bandiera)    | C     | Vaughn Covil     |
|    | Cuba (bandiera)           | P     | Raiko Arozarena  |
|    | Costa d'Avorio (bandiera) | D     | Gaoussou Samaké  |
|    | Giamaica (bandiera)       | A     | Khori Bennett    |